# تشارلز لوكاس (لاعب كريكت)
تشارلز لوكاس (25 فبراير 1853 - 17 أبريل 1928) (بالإنجليزية: Charles Lucas)‏ هو لاعب كريكت بريطاني (وحمل سابقاً جنسية المملكة المتحدة لبريطانيا العظمى وأيرلندا).